# Балево (деревня)
Балево — деревня в Суворовском районе Тульской области России.
В рамках административно-территориального устройства является центром Балевской сельской территории Суворовского района, в рамках организации местного самоуправления входит в Северо-Западное сельское поселение.

## География
Расположена в 78 км к западу от центра города Тулы и в 5 км к западу от центра города Суворов.
Железнодорожная станция Балево (с одноимённым посёлком станции Балево) на линии Тула — Козельск.

## Население
| 2002 | 2010 |
| ---- | ---- |
| 188  | ↘177 |